# Primera División de Costa Rica 1941
Die Saison 1941 war die 21. Spielzeit der Primera División de Costa Rica, der höchsten costa-ricanischen Fußballliga. Es nahmen sieben Mannschaften teil. Alajuela gewann zum 3. Mal in der Vereinsgeschichte die Meisterschaft.

## Austragungsmodus
- Die Universidad de Costa Rica (UCR) wurde - ohne auch nur ein einziges Mal in der zweiten oder dritten Liga aktiv gewesen zu sein - durch einen Verbandsentscheid, für den sich der costa-ricanische Präsident ausgesprochen hatte, in die Liga aufgenommen. Die Mannschaft spielte unter dem Namen Universidad Nacional.
- Die sieben teilnehmenden Mannschaften spielten in einer Einfachrunde (ein Spiel gegen jede andere Mannschaft) den Meister aus.
- Der Letztplatzierte sollte ein Relegationsspiel gegen den Meister der Zweiten Liga bestreiten, wozu es aber nicht kam (s. w. u).

## Endstand

### Hauptrunde
| Pl.             | Verein                           | Sp. | S | U | N | Tore  | Diff. | Punkte |
| --------------- | -------------------------------- | --- | - | - | - | ----- | ----- | ------ |
| 01              | LD Alajuelense                   | 6   | 6 | 0 | 0 | 19:7  | 12    | 12     |
| 02              | CS La Libertad                   | 6   | 4 | 0 | 2 | 19:14 | 5     | 8      |
| 03              | Orión FC                         | 6   | 3 | 1 | 2 | 17:12 | 5     | 7      |
| 04              | CS Cartaginés (M)                | 6   | 2 | 1 | 3 | 8:15  | −7    | 5      |
| 05              | SG Española                      | 6   | 2 | 0 | 4 | 15:19 | −4    | 4      |
| 06              | CF Universidad de Costa Rica (N) | 6   | 1 | 2 | 3 | 18:22 | −4    | 4      |
| 07              | CS Herediano                     | 6   | 1 | 0 | 5 | 14:21 | −7    | 2      |
| Stand: Endstand |                                  |     |   |   |   |       |       |        |

### Relegation
| Letzter 1°División | Ergebnis | Meister 2°División     |
| ------------------ | -------- | ---------------------- |
| CS Herediano       | *        | CS Uruguay de Coronado |

| * | Die Relegation wurde letztlich nicht ausgespielt, und Heredia blieb in der 1°División. |

## Pokalwettbewerb

### Trofeo Borsalino de la Federación Nacional de Fútbol
Der Pokalwettbewerb wurde wie schon in vielen früheren Auflagen vor dem Saisonbeginn ausgespielt, LD Alajuelense gewann das Finale mit 2:0 gegen CS La Libertad.